# پپگه شوانه
پپگه شوانه یا پپکه شوانه (به کردی: په‌پگه شوانه Pepige Şwane) یک غذای فوری است که در منطقۀ کرمانشاه رواج دارد. این غذا شکل خاصی از نانی به نام پپگ است که به صورت مغزپُر تهیه می‌شود. پپگه شوانه به پیتزا شباهت دارد، با این تفاوت که برای تهیۀ آن مواد غذایی درون خمیر قرار میگیرند. برای تهیۀ پپگه شوانه موادی مانند گوشت و سبزیجات خاص در خمیر ریخته شده و سپس حرارت داده می‌شود. گاه از پپگه شوانه در کنار کلانه به عنوان نمونه‌هایی از قدیمی‌ترین فست‌فودهای جهان یاد می شود.
واژۀ پپگه شوانه به معنای نان پپگی است که به چوپانان تعلق دارد. این غذا که کالری و انرژی بالایی داشته، در گذشته توسط چوپانان تهیه می‌شد تا در طول مدت کار در دشت و صحرا مواد غذایی مورد نیاز آنان را فراهم آورد.